# کالازتا
کالازتا (به ایتالیایی: Calasetta) یک کومونه در ایتالیا است که در استان کاربونیا-ایگلسیاس واقع شده‌است.

## خصوصیات
کالازتا ۳۰٫۹۸ کیلومترمربع مساحت و ۲٬۸۵۱ نفر جمعیت دارد.

## خواهرخوانده
شهرهای Pegli، آرنزانو و New Athos خواهرخوانده‌های کالازتا هستند.